# Legendrena
Legendrena is een geslacht van spinnen uit de familie Gallieniellidae.

## Soorten
Het geslacht kent de volgende soorten:
- Legendrena angavokely Platnick, 1984
- Legendrena perinet Platnick, 1984
- Legendrena rolandi Platnick, 1984
- Legendrena rothi Platnick, 1995
- Legendrena spiralis Platnick, 1995
- Legendrena steineri Platnick, 1990
- Legendrena tamatave Platnick, 1984